# Homing (Luftfahrt)

Gerader Kurs mit Vorhaltewinkel (oben) und Kurs als Radiodrome

Unter Homing (dtsch. heimkehrend) versteht man in der Luftfahrt ein funknavigatorisches Zielanflugverfahren, um zu einem ungerichteten Funkfeuer (NDB-Station) zu fliegen. Der dabei zurückgelegte Weg, die Zielkurve, wird umgangssprachlich als Hundekurve bezeichnet. Konkret handelt es sich um eine Radiodrome. 
Beim Homing wird der Steuerkurs so korrigiert, dass die Nase des Flugzeugs ständig zum NDB zeigt und die Radiokompass-Anzeige (ADF-Anzeige) immer eine Funkseitenpeilung (RB) von 000° aufweist. Nur bei Windstille, Rücken- oder Gegenwind hat das Flugzeug keine Abdrift und fliegt direkt zum NDB.

## Verfahren
- Flugzeug in Richtung NDB ausrichten. Das bedeutet, die ADF-Nadel muss senkrecht nach oben auf die Steuerkursmarke zeigen (RB 000°).
- Kursberichtigungen in Richtung Nadelspitze durchführen (engl. Fly into the needle).
- Wind von rechts bedeutet Nadelspitze wandert nach rechts. Kursänderung nach rechts, bis das RB 000° beträgt.
- Wind von links bedeutet Nadelspitze wandert nach links. Kursänderung nach links, bis das RB 000° beträgt.

Die Ablage vom ursprünglichen Kurs bzw. die Veränderung der Peilung, die durch den Wind entsteht, wird in der Funknavigation Peilsprung  genannt. Um nicht ständig den Kurs ändern zu müssen, sollte etwa ab einem Peilsprung von 5° eine Kursberichtigung durchgeführt werden.

## Nachteile des Homings
Bei Seitenwind wird das Flugzeug im Verlauf des Fluges von der ursprünglichen Anfluggrundlinie zur Seite versetzt. Es müssen fortlaufend Kursänderungen vorgenommen werden. Somit wird das NDB nicht auf direktem (kürzestem) Weg, sondern auf einer gekrümmten Bahn angeflogen. Das Zielflugverfahren lässt sich nur für den Anflug auf ein NDB verwenden, nicht aber für den Abflug.
Für die Sichtflug-Navigation haben die genannten Nachteile keine große Bedeutung. Daher ist Homing hier das gängige Verfahren, um ein NDB anzufliegen. Anders verhält es sich mit der Instrumentenflug-Navigation. Hier ist ein exakter Anflugkurs vorgegeben. Daher kann dort dieses Verfahren nicht angewendet werden.
Dank satellitengestützter Navigation ist es heute relativ einfach, den Weg über Grund, die Zielpeilung und daraus den Vorhaltewinkel (WCA) für den Direktanflug zu bestimmen.